# France aux Jeux olympiques d'hiver de 1960
Cet article contient des informations sur la participation et les résultats de la France aux Jeux olympiques d'hiver de 1960 à Squaw Valley aux États-Unis.
L'équipe de France olympique remporte trois médailles (1 en or et 2 en bronze), se situant à la 11e place des nations au tableau des médailles.

## Bilan général
| Place | Sport     | Médaille d'or, Jeux olympiques | Médaille d'argent, Jeux olympiques | Médaille de bronze, Jeux olympiques | Total |
| ----- | --------- | ------------------------------ | ---------------------------------- | ----------------------------------- | ----- |
| 1     | Ski alpin | 1                              | 0                                  | 2                                   | 3     |
| Total | Total     | 1                              | 0                                  | 2                                   | 3     |

## Médaillés
| Sport     | Discipline      | Athlète(s)   | Performance | Date       |
| --------- | --------------- | ------------ | ----------- | ---------- |
| Ski alpin | Descente hommes | Jean Vuarnet | 2 min 6 s 0 | 22 février |

| Sport     | Discipline      | Athlète(s)    | Score        | Date       |
| --------- | --------------- | ------------- | ------------ | ---------- |
| Ski alpin | Descente hommes | Guy Périllat  | 2 min 6 s 9  | 22 février |
| Ski alpin | Slalom hommes   | Charles Bozon | 2 min 10 s 4 | 24 février |

## Engagés français par sport

### Ski alpin
| Athlète          | Épreuve      | 1re manche   | 1re manche  | 2e manche   | 2e manche   | Finale       | Finale                              |
| Athlète          | Épreuve      | Score        | Rang        | Score       | Rang        | Score        | Rang                                |
| ---------------- | ------------ | ------------ | ----------- | ----------- | ----------- | ------------ | ----------------------------------- |
| Jean Vuarnet     | Descente     | Non disputé  | Non disputé | Non disputé | Non disputé | 2 min 6 s 0  | Médaille d'or, Jeux olympiques      |
| Guy Périllat     | Descente     | Non disputé  | Non disputé | Non disputé | Non disputé | 2 min 6 s 9  | Médaille de bronze, Jeux olympiques |
| Charles Bozon    | Descente     | Non disputé  | Non disputé | Non disputé | Non disputé | 2 min 9 s 6  | 8e                                  |
| Adrien Duvillard | Descente     | Non disputé  | Non disputé | Non disputé | Non disputé | Disqualifié  | Disqualifié                         |
| Guy Périllat     | Slalom géant | Non disputé  | Non disputé | Non disputé | Non disputé | 1 min 50 s 7 | 6e                                  |
| Charles Bozon    | Slalom géant | Non disputé  | Non disputé | Non disputé | Non disputé | 1 min 51 s 0 | 9e                                  |
| Adrien Duvillard | Slalom géant | Non disputé  | Non disputé | Non disputé | Non disputé | 1 min 51 s 1 | 10e                                 |
| François Bonlieu | Slalom géant | Non disputé  | Non disputé | Non disputé | Non disputé | 1 min 51 s 2 | 11e                                 |
| Charles Bozon    | Slalom       | 1 min 9 s 8  | 2e          | 1 min 0 s 6 | 5e          | 2 min 10 s 4 | Médaille de bronze, Jeux olympiques |
| Guy Périllat     | Slalom       | 1 min 11 s 0 | 8e          | 1 min 0 s 8 | 6e          | 2 min 11 s 8 | 6e                                  |
| François Bonlieu | Slalom       | 1 min 9 s 8  | 2e          | Disqualifié | Disqualifié | Disqualifié  | Disqualifié                         |
| Adrien Duvillard | Slalom       | 1 min 21 s 9 |             | Disqualifié | Disqualifié | Disqualifié  | Disqualifié                         |

| Athlète           | Épreuve      | 1re manche  | 1re manche  | 2e manche   | 2e manche   | Finale       | Finale |
| Athlète           | Épreuve      | Score       | Rang        | Score       | Rang        | Score        | Rang   |
| ----------------- | ------------ | ----------- | ----------- | ----------- | ----------- | ------------ | ------ |
| Thérèse Leduc     | Descente     | Non disputé | Non disputé | Non disputé | Non disputé | 1 min 44 s 2 | 14e    |
| Arlette Grosso    | Descente     | Non disputé | Non disputé | Non disputé | Non disputé | 1 min 44 s 2 | 14e    |
| Marguerite Leduc  | Descente     | Non disputé | Non disputé | Non disputé | Non disputé | 1 min 45 s 6 | 18e    |
| Janine Monterrain | Descente     | Non disputé | Non disputé | Non disputé | Non disputé | 2 min 3 s 0  | 38e    |
| Thérèse Leduc     | Slalom géant | Non disputé | Non disputé | Non disputé | Non disputé | 1 min 40 s 8 | 7e     |
| Anne-Marie Leduc  | Slalom géant | Non disputé | Non disputé | Non disputé | Non disputé | 1 min 41 s 5 | 8e     |
| Janine Monterrain | Slalom géant | Non disputé | Non disputé | Non disputé | Non disputé | 1 min 42 s 4 | 13e    |
| Arlette Grosso    | Slalom géant | Non disputé | Non disputé | Non disputé | Non disputé | 1 min 43 s 9 | 18e    |
| Thérèse Leduc     | Slalom       | 59 s 2      | 17e         | 58 s 2      | 4e          | 1 min 57 s 4 | 4e     |
| Anne-Marie Leduc  | Slalom       | 58 s 6      | 11e         | 1 min 4 s 9 |             | 2 min 3 s 5  | 17e    |
| Marguerite Leduc  | Slalom       | 1 min 2 s 2 | 23e         | 1 min 2 s 4 |             | 2 min 4 s 6  | 19e    |
| Arlette Grosso    | Slalom       | 1 min 7 s 5 | 33e         | 59 s 3      | 8e          | 2 min 6 s 8  | 22e    |